# Pelikanaal
Der Pelikanaal (Eurypharynx pelecanoides) lebt in allen gemäßigten und tropischen Weltmeeren in Tiefen von 500 bis 7500 Metern. Die meisten der über 250 bisher gefangenen Tiere kamen aus dem tropischen Atlantik, aus einer Tiefe von 1400 bis 2800 Meter. Der bis zu einem Meter lang werdende Pelikanaal ist die einzige bekannte Art in der Familie Eurypharyngidae.

## Merkmale

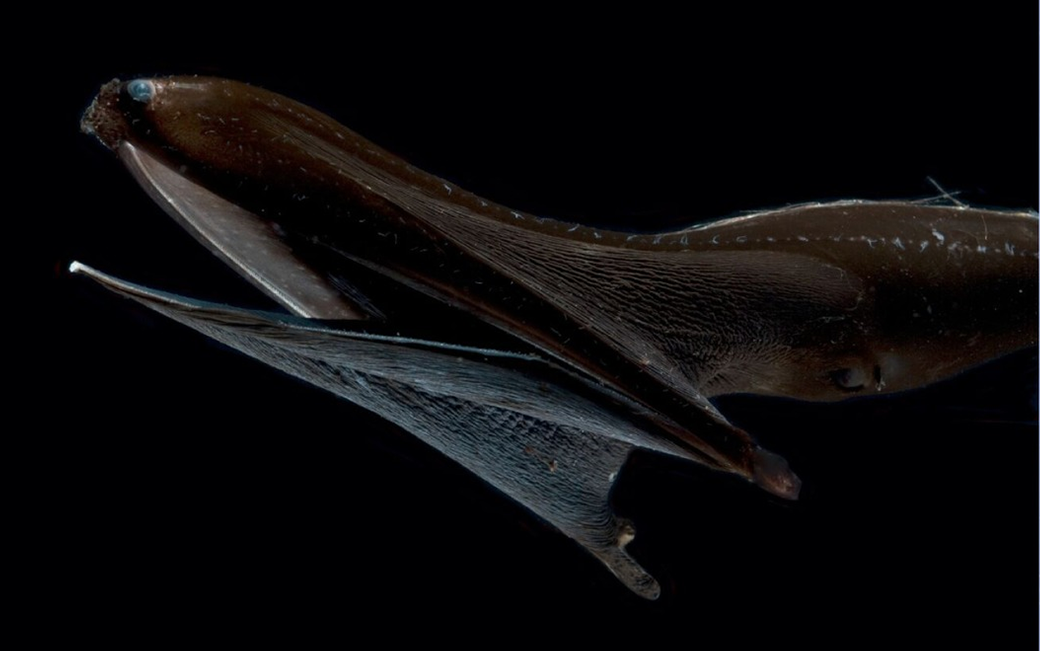
Kopf eines Pelikanaals

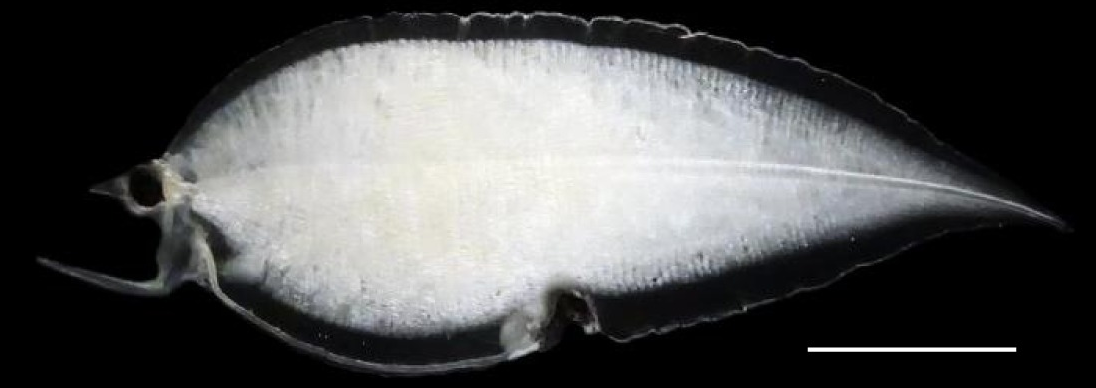
Leptocephaluslarve des Pelikanaals

Kennzeichnend für die schwarz gefärbten Tiere ist der große, hoch gebaute Kopf und das riesige, kescherförmige und nach hinten erweiterte Maul, das mehrere Reihen dicht sitzender, aber nur kleiner Zähne enthält, deren Spitzen nach hinten gebogen sind. Den größten Teil des Kopfes nimmt die Postcranial-Region ein (der Bereich hinter dem Gehirn). Die Augen sind klein, die Nasenöffnungen liegen dicht beieinander. Die Maulspalte ist länger als der Abstand zwischen Maulspitze und dem weit vorne, hinter dem ersten Drittel der Gesamtlänge sitzenden After. Die Kiemenöffnungen liegen näher am After als am Maulende. Als einzige Teleostei hat der Pelikanaal (wie einige Haie und Rochen) fünf (statt sonst vier) kiementragende Bögen. Den größten Teil der Körperlänge nimmt der Schwanz ein. Am Schwanzende befindet sich ein Leuchtorgan, eine Schwanzflosse fehlt. Rücken- und Afterflosse sind vorhanden, enden aber vor der Schwanzspitze. Auf jeder Seite der Rückenflosse findet sich eine weiße Grubenreihe unbekannter Funktion. Die Brustflossen sind winzig. Pelikanaale haben 100 bis 125 Wirbel und sind schuppenlos. Das Seitenlinienorgan hat hervorstehende Tuberkel anstatt Poren. Obwohl das Maul groß ist, ist der Magen nicht so dehnbar wie bei den verwandten Sackmäulern (Saccopharyngidae). Männchen unterziehen sich bei Erreichen der Geschlechtsreife einem weitgehenden morphologischen Umbau. Ihre Kiefer werden reduziert, die Zähne ebenfalls oder sie gehen vollständig verloren. Das Geruchsorgan wird größer.

## Lebensweise
Die Tiere ernähren sich vor allem von Krebstieren, fressen aber auch kleinere Fische, Kopffüßer und andere wirbellose Tiere. Wegen des kleinen, nicht stark dehnbaren Magens bevorzugen sie wohl kleinere Organismen als Beute, die mit dem großen Maul aufgeschnappt und – nachdem das mit aufgenommene Wasser über die Kiemenöffnungen ausgestoßen worden ist – verschluckt werden können. Der Pelikanaal ist ovipar, aus den planktonischen Eiern schlüpfen Leptocephaluslarven.